# Гриб, Андрей Андреевич
Андрей Андреевич Гриб (1921—2000) — полковник Советской Армии, участник Великой Отечественной войны, Герой Советского Союза (1943).

## Биография
Андрей Гриб родился 15 августа 1921 года в селе Шельпаховка (ныне — Христиновский район Черкасской области Украины) в семье крестьянина. Окончил среднюю школу. В 1939 году Гриб был призван на службу в Рабоче-крестьянскую Красную Армию. В 1941 году он окончил Харьковское артиллерийское училище. С июня того же года — на фронтах Великой Отечественной войны. К июлю 1943 года гвардии капитан Андрей Гриб командовал батареей 124-го гвардейского артиллерийского полка 52-й гвардейской стрелковой дивизии 6-й гвардейской армии Воронежского фронта. Отличился во время Курской битвы.
5 июля 1943 года Гриб участвовал в отражении атаки немецких пехотных и танковых подразделений в районе хутора Яхонтов Яковлевского района Белгородской области. Его батарея уничтожила 6 тяжёлых и 4 средних танка, 7 автомашин, около 300 солдат и офицеров противника. В рукопашной схватке он лично уничтожил несколько солдат, прорвался из окружения и продолжил управлять батареей.
Указом Президиума Верховного Совета СССР от 21 сентября 1943 года за «образцовое выполнение боевых заданий командования и проявленные при этом мужество и героизм» гвардии капитан Андрей Гриб был удостоен высокого звания Героя Советского Союза с вручением ордена Ленина и медали «Золотая Звезда» за номером 3922.
После окончания войны Гриб продолжил службу в Советской Армии. В 1952 году он окончил Высшие академические курсы Генерального штаба. В 1965 году в звании полковника он был уволен в запас. Проживал в Киеве.
Умер 19 июля 2000 года, похоронен на Берковецком кладбище Киева.
Был также награждён орденом Красного Знамени, орденами Отечественной войны 1-й и 2-й степеней, орденом Красной Звезды, а также рядом медалей.